# Frans Enwall
Frans Gustaf Enwall, född 24 maj 1859 i Stockholm, död 3 september 1923 på samma ort, var en svensk skådespelare.
Enwall studerade vid Kungliga teaterns elevskola 1877–1880, och fick även privatundervisning av Carl Henrik Christiernsson. Därefter var han engagerad vid Stora Teatern i Göteborg 1880–1885, hos Albert Ranft i landsorten 1885–1886 och vid Nya Teatern i Stockholm under Ludvig Josephson och Victor Holmquist 1886–1887. Han kom 1887 till Dramaten, där han stannade till 1921.
Bland hans roller vid Dramaten märks Michalsky i Ära, Slanken i Hårda sinnen, Stein i Förr i världen, Geronte i Scapins skälmstycken, Badaren-tiggarmunken i Vasantasena, Dra'gosch i Bröllopet på Valéni, Peder Ulfson i Dagen gryr, Vädersten i Herr Dardanell och hans upptåg på landet, Tiggaren i Till Damaskus, Foldal i John Gabriel Borkman, Lord Ruthwenn i Maria Stuart i Skottland och vålnaden i Hamlet.
Enwall blev lärare vid Dramatens elevskola 1897 och skolans föreståndare 1904. Han erhöll Litteris et artibus den 1 december 1907. Gift i Stockholm den 14 juni 1898 med skådespelerskan Agda Mayer (född 1860). Deras dotter Signe Enwall (född 1899) blev också skådespelare.
Makarna Enwall är begravda på Norra begravningsplatsen utanför Stockholm.

## Filmografi
- 1920 – Bodakungen
- 1921 – Värmlänningarna

## Teater

### Roller (ej komplett)
| År   | Roll             | Produktion                                     | Regi          | Teater                      |
| ---- | ---------------- | ---------------------------------------------- | ------------- | --------------------------- |
| 1891 | Mirvolin         | Arvskiftet Ivan Turgenjev                      |               | Kungliga Dramatiska Teatern |
| 1898 | Axéll            | Gurli Petrus Holmiensis                        |               | Dramatiska Teatern          |
| 1900 | Björn            | Vid Breitenfeld Karl Alfred Melin              |               | Dramatiska Teatern          |
| 1900 | Egeon            | Förvexlingarne William Shakespeare             |               | Dramatiska Teatern          |
| 1900 | Simon Fournier   | Gringoire Théodore de Banville                 |               | Dramatiska Teatern          |
| 1900 | Lartigon         | Zaza Pierre Berton och Charles Simon           |               | Dramatiska Teatern          |
| 1900 |                  | Den nye bibliotekarien Gustav von Moser        |               | Dramatiska Teatern          |
| 1901 | Des Millets      | Sällskap där man har tråkigt Édouard Pailleron |               | Dramatiska Teatern          |
| 1901 | Bertrand         | Kung Renés dotter Henrik Hertz                 |               | Dramatiska Teatern          |
| 1902 | Pater Franciscus | Mycket väsen för ingenting William Shakespeare |               | Dramatiska Teatern          |
| 1902 | Doktor Kruse     | Monumentet Thore Blanche                       |               | Dramatiska Teatern          |
| 1904 | Provencal        | Fregattkaptenen Frans Hedberg                  |               | Dramatiska Teatern          |
| 1908 | Poltner          | Samvetets mask Ludwig Anzengruber              | Gustaf Linden | Dramaten                    |
| 1919 | Översten         | Fanvakt Otto Rung                              | Tor Hedberg   | Dramaten                    |
| 1920 | Krenzl           | Markis von Keith Frank Wedekind                | Karl Hedberg  | Dramaten                    |